# 赫尔穆特·洛施
赫尔穆特·洛施（德語：Helmut Losch，1947年10月12日—2005年1月10日），德国男子举重运动员。他曾代表东德参加1972年和1976年夏季奥林匹克运动会举重比赛，其中1976年奥运会获得一枚铜牌。